# Jurij Lavrynenko
Jurij Andrjanovyč Lavrynenko ukrajinsky Юрій Андріянович Лавріненко (3. května 1905 Chyžyncy, Kyjevská gubernie – 14. prosince 1987 New York) byl ukrajinský literární vědec, publicista, kritik, editor, politický vězeň, exulant, autor knihy Popravené obrození.

## Život
Jurij Lavrynenko absolvoval zahradnickou a rostlinářskou střední školu v Umani Umaň byla v té době regionálním kulturním centrem a Lavrynenko se stal členem literárního sdružení Pluh. Seznámil se s básníkem Volodymyrem Sosjurou, který ovlivnil jeho záměr studovat literaturu na vysoké škole.
V letech 1926–1930 vystudoval Charkovský institut národní osvěty. Postgraduálně studoval v letech 1930–1932 na Institutu literatury ukrajinské akademie věd (nyní Národní akademie věd Ukrajiny), kde získal titul Ph.D. za práci "Epika myšlenek ukrajinských kozáků". Do roku 1933 působil jako zástupce ředitele Odboru literatury a umění v Charkově a redaktor literárních časopisů (Pluh, Krytyka). Od dob studií publikoval práce věnované meziválečné ukrajinské avantgardě (Vasyl Ellan-Blakytnyj, Pavlo Tyčyna, Vasyl Čumak, Josyp Hirniak). Nevoli stranických orgánů vyvolala jeho stať "Problém stylu". V obavě ze zatčení se chtěl uchýlit do Alma Aty, ale na nádraží ho 24. prosince 1933 zatkla policie.
Byl obviněn z členství v "Ukrajinské kontrarevoluční organizaci" a do roku 1934 vězněn v Charkově. Do ledna 1935 byl učitelem na střední zemědělské škole v Sjanku a poté znovu zatčen a odsouzen na 5 let v pracovním táboře a poté vyhnanství. Do roku 1939 byl v pracovním táboře gulag v Norilsku. Roku 1939 byl transportován do vyhnanství v Malo-Kabardě na Kavkazu. Když sem roku 1942 přišla německá armáda, podařilo se mu uprchnout na Ukrajinu do Kyjeva. Odtud roku 1943 odešel do Lvova a krátce učil na tamní střední zemědělské škole. Roku 1944 emigroval do Rakouska a roku 1945 do utečeneckého tábora v americké zóně v Německu. Do roku 1949 zde vyhledával informace o krajinských umělcích, kteří zemřeli ve 20. a 30. letech v Sovětském svazu a publikoval v exilových časopisech.
Roku 1950 emigroval do Spojených států a roku 1954 byl jedním ze zakladatelů Asociace ukrajinských spisovatelů v exilu. Inicioval vznik časopisů "Sučasnik" (1948) a "Literary and Scientific Collection" (1952) a založil časopis "Slovo". Přispíval do vysílání Radia Svoboda. Roku 1966 prodělal operaci srdce, po které zůstal ochrnutý na polovinu těla a částečně přišel o zrak. Přesto i nadále publikoval a je autorem celkem asi 300 článků.
V USA publikoval v exilových časopisech "Ukrainian news", "Svoboda", "Ukrainian Literary Newspaper", "Modern Ukraine", “Suchasnost”, ad. Předmětem jeho článků byly literární osobnosti předválečné Ukrajiny a také články o divadle. Sledoval kontinuitu ukrajinské kultury a analyzoval vítězství i prohry ukrajinského boje o nezávislost. Napsal vlastní memoáry Černý vichr.
Napsal množství historických prací - např. Socialismus a ukrajinská revoluce (1949), On the Test of the Great Revolution of 1917/18–1948 (1949), The Republic, Hetmanship, “Leadership” and the Government in Emigration,  Three Hundred and Thirty (Jubilee of Khmelnytskyi and 1917–18), From Under the Ice of Soviet Socialism, Something from the Experience of Galicia Between the Two Wars, Youth is Looking for Roads, Roads and Crossroads, The Liberatory Contribution of Galicia. 1. XI. 1918 – 1. XI. 1948, The Liberation Struggle in Ukraine and Emigration, , Whom is D. Dontsov Alarming Against?, At the Dawn of the Eastern European Renaissance, In the "dead house" of the leading stratum of the empire, Paradoxes of historical ignorance, Dismemberment and unity of the East, Socialism and the Ukrainian revolution, ad..
Nejznámější je jeho kniha Popravené obrození (The Executed Renaissance, An Anthology, 1917–1933: Poetry, prose, drama and essay), vydaná roku 1959 v Paříži, o masovém zatýkání a vraždění ukrajinské inteligence ve 30. letech. Kniha se během přechodného uvolnění režimu na počátku 60. let dostala na Ukrajinu v kapesním vydání a kolovala v generaci tzv. Šedesátníků. Po dobu sovětského režimu byla kniha pašována na Ukrajinu jako pirátská vydání nebo na magnetofonových páscích a později několikrát vydána nakladatelstvím Smolskyp.
Tématem osvobozeneckého boje Ukrajinců a represemi sovětského režimu se zabývá publikace Terorismus jako společenský systém Sovětského svazu a Ukrajinský odpor (Terrorism as a Social System of the USSR and Ukrainian Resistance). Širokou publicitu měla jeho dvousvazková anglická publikace "Ukrainian communism and Soviet-Russian policy toward the Ukraine; an annotated bibliography 1917—1953" (New York, 1953).
Roku 1985 Lavrynenko publikoval vlastní memoáry Černý vichr. Roku 1986 obdržel cenu Antonovich Foundation. Jurij Lavrynenko zemřel v New Yorku 14. prosince 1987 ve věku 82 let a je pohřben na ukrajinském pravoslavném hřbitově Bound Brook v New Jersey.